# Juni-Aktion
Als Juni-Aktion bezeichnet wird eine Massenverhaftung im Juni 1938, die als Teil der Aktion „Arbeitsscheu Reich“ geplant war. Dabei wurde die ursprünglich angedachte „Zielgruppe“ der sogenannten Asozialen auf persönliche Anordnung Hitlers erweitert und antisemitisch ausgerichtet. Bei der Juni-Aktion wurden mehr als 9000 Männer in Konzentrationslager verschleppt, unter ihnen eine Gruppe von rund 2300 Juden, denen man eine Vorstrafe von mindestens vier Wochen Länge nachweisen konnte.

## Aktion „Arbeitsscheu Reich“
Die Juni-Aktion gehörte zur Aktion „Arbeitsscheu Reich“ (ASR), welche seit Anfang 1938 durch die Dienststelle Vierjahresplan im persönlichen Stab Heinrich Himmlers geplant und von der Gestapo sowie Kriminalpolizei durchgeführt wurde. Am 26. Januar 1938 ordnete Himmler an, die Festnahme aller arbeitsfähigen Männer vorzubereiten, „... die nachweisbar in zwei Fällen die ihnen angebotenen Arbeitsplätze ohne berechtigten Grund abgelehnt oder die Arbeit zwar aufgenommen, aber nach kurzer Zeit ohne stichhaltigen Grund wieder aufgegeben haben.“ Mit einem „...einmaligen, umfassenden und überraschenden Zugriff“ sollte die Aktion ablaufen. Während der ersten Aktion vom 21. bis 30. April wurden 1500 bis 2000 Personen verschleppt. Eine zweite umfassendere Verhaftungswelle folgte im Juni 1938.

## Juni-Aktion
Die zweite Verhaftungswelle vom 13. bis 18. Juni 1938 zielte ursprünglich allein auf nichtsesshafte Asoziale: „Bettler, Landstreicher und Alkoholiker“, aber auch „Zigeuner und wandernde Handwerker“. Laut internen Berichten wurden auch andere Personengruppen wie „Zuhälter und böswillige Unterhaltsverweigerer“ durch die Kriminalpolizei verhaftet. Am 1. Juni 1938 wurde die Zielgruppe nach persönlicher Anordnung Hitlers ausgeweitet: Nunmehr waren auch Juden zu verhaften, die als vorbestraft galten und zu mindestens einem Monat Haft verurteilt worden waren.
Pro Kriminalpolizei-Leitstellenbezirk sollten „200 männliche arbeitsfähige Asoziale“ festgenommen werden. Nach dieser Vorgabe hätten lediglich 3000 Personen erfasst werden sollen; tatsächlich wurden vermutlich annähernd 10.000 Personen inhaftiert.
Noch bevor die Aktion reichsweit anlief, ergriff die Staatspolizeileitstelle Wien „blitzartig“ die Initiative und wies die Bezirkspolizeikommissariate am 24. Mai 1938 an, „unverzüglich unliebsame, insbesondere kriminell vorbelastete Juden festzunehmen und in das Konzentrationslager Dachau zu überführen.“ Die ersten beiden Transporte vom 31. Mai und vom 3. Juni umfassten annähernd 1200 Juden und werden von Wolf Gruner als „österreichische Sonderaktion“ hervorgehoben. Erst mit den nächsten Transporten wurden überwiegend Nichtjuden verschleppt. Falls eine Anweisung Hitlers aus der letzten Maiwoche mündlich weitergegeben wurde, wäre ein Missverständnis erklärbar, weil sich der Sinn durch Groß- oder Kleinschreibung des Wortes „asoziale“ entscheidend ändert. Gruner zitiert die Anweisung in folgender Schreibweise, nämlich dass „zur Erledigung von wichtigen Erdbewegungsarbeiten im gesamten Reichsgebiet asoziale [sic] und kriminelle Juden festgenommen werden sollen.“
Mit annähernd 2300 Verschleppten wurden bei der reichsweiten Juni-Aktion überproportional viele Juden inhaftiert. Ihre Vorstrafen gingen nicht allein auf „normale Delinquenz“ zurück, sondern beruhten oftmals auf verfolgungsspezifischen Delikten wie zum Beispiel Devisenvergehen oder auf weit zurückliegenden Übertretungen von Verkehrsvorschriften. 1256 jüdische Männer kamen ins KZ Buchenwald, 211 ins KZ Dachau und 824 ins KZ Sachsenhausen, wo sie brutalen Schikanen ausgesetzt waren.
Eine besondere Rolle spielte dabei das KZ Buchenwald, welches durch die Aktion „Arbeitsscheu Reich“ 4.500 Zwangsarbeiter (im Juli 1938 knapp 60 % der Häftlingsbelegschaft) für den großflächigen Aufbau als zentrales Konzentrationslager in Mitteldeutschland erhielt. Ein Teil der jüdischen Häftlinge wurde im sogenannten Schafstall, einem ehemaligen Viehstall, ohne jegliches Mobiliar inhaftiert. Diese 500 Gefangenen kamen überwiegend aus Berlin und Breslau. Als Verpflegung wurde 300 g Brot und 750 ml Wassersuppe zugeteilt. Die katastrophalen Bedingungen forderten bis August 1938 150 Todesopfer. Die Berichterstattung darüber im Radiosender der britischen BBC führte zur Verlegung der Überlebenden in eine normale KZ-Baracke.
Juden standen in der Hierarchie der Häftlinge in Konzentrationslagern ganz unten, ihre Todesrate war in den ersten Wochen überproportional hoch. Einige Juden, deren Auswanderungspläne weit gediehen waren, wurden jedoch noch im Juni 1938 entlassen. Zahlreiche andere wurden im Dezember entlassen wie auch die meisten der so genannten Aktionsjuden, die bei den Novemberpogromen inhaftiert worden waren. Die nationalsozialistische Politik zielte vorerst noch auf Auswanderung und Vertreibung der Juden aus Deutschland.

## Einordnung
Spätestens mit diesen Aktionen hatte sich der Schwerpunkt der sicherheitspolizeilichen Tätigkeit von der Bekämpfung politischer Gegner auf die Aussonderung von „Asozialen“ verlagert, die aufgrund vermeintlicher erblicher Veranlagung zu gesellschaftlich schädlichem Verhalten neigten. Heydrich begründete die Aktion in einem Schnellbrief an die Kriminalpolizeileitstellen: Es sei nicht zu dulden, dass „asoziale Menschen sich der Arbeit entziehen und somit den Vierjahresplan sabotieren.“ Wolfgang Ayaß zufolge war nicht die angebliche Gefährlichkeit des einzelnen „Asozialen“, sondern dessen Arbeitsfähigkeit das ausschlaggebende Verhaftungskriterium. Martin Broszat weist darauf hin, dass zu dieser Zeit die SS-eigene Baustoffproduktion in und bei Konzentrationslagern einsetzte und dafür größere Häftlingskontingente benötigt wurden. Wesentlicher als die Arbeitsleistung dieser inhaftierten „Arbeitsscheuen“ dürfte jedoch der abschreckende Effekt auf andere „Arbeitsbummelanten“ gewesen sein.
Die „Juni-Aktion“ war zugleich die erste von der Sicherheitspolizei in Eigenregie durchgeführte Aktion, bei der eine große Zahl von deutschen Juden in Konzentrationslager verschleppt wurde. Ihre Einbeziehung in die „Juni-Aktion“ geht auf Hitlers persönliche Anordnung zurück. Christian Dirks weist auf antisemitische Übergriffe in Berlin hin, die – im Mai beginnend – zwischen dem 13. bis 16. Juni 1938 kumulierten und in Boykottaufrufen, Markierung jüdischer Geschäfte, Razzien in Cafés und Festnahmen gipfelten. Auch Christian Faludi konstatiert einen Zusammenhang zwischen den von Joseph Goebbels und Wolf-Heinrich von Helldorff inszenierten „radauantisemitischen Straßenkrawallen“ in Berlin und dem konkurrierenden Bemühen um eine „gesamtstaatlich zentralisierte ‚Lösung‘“ durch den Geheimdienstapparat Reinhard Heydrichs und Heinrich Himmlers.